# 1975-ös magyar vívóbajnokság
Az 1975-ös magyar vívóbajnokság a hetvenedik magyar bajnokság volt. A férfi tőrbajnokságot május 14-én rendezték meg, a párbajtőrbajnokságot május 8-án, a kardbajnokságot május 9-én, a női tőrbajnokságot pedig május 13-án, mindet Budapesten, az Olimpiai Csarnokban.

## Eredmények
| Versenyszám          | Arany                   | Arany | Ezüst                   | Ezüst | Bronz                             | Bronz |
| -------------------- | ----------------------- | ----- | ----------------------- | ----- | --------------------------------- | ----- |
| Férfi tőrvívás       | dr. Kamuti Jenő BVSC    |       | dr. Fenyvesi Csaba BVSC |       | Szabó Sándor Újpesti Dózsa        |       |
| Férfi párbajtőrvívás | dr. Fenyvesi Csaba BVSC |       | Schmitt Pál MTK-VM      |       | Pethő László Újpesti Dózsa        |       |
| Férfi kardvívás      | Marót Péter Vasas SC    |       | Kovács Tamás Vasas SC   |       | Gedővári Imre Újpesti Dózsa       |       |
| Női tőrvívás         | Tordasi Ildikó MTK-VM   |       | Maros Magda BVSC        |       | Simonffy-Tóth Ágnes Újpesti Dózsa |       |